# Black Island
Pour les articles homonymes, voir Black Island (homonymie).
Pour plus de détails, voir Fiche technique et Distribution.
Black Island (Schwarze Insel, litt. « Île noire ») est un téléfilm allemand coécrit et réalisé par Miguel Alexandre, diffusé en streaming en 2021 sur Netflix.

## Synopsis
Quelques mois après l'enterrement de sa grand-mère, Jonas Hansen perd ses parents dans un accident de voiture. Son grand-père, Friedrich Hansen, lui propose de rester sur l'île et d'habiter avec lui plutôt que d'aller vivre en Bavière. L'orphelin retrouve ses amis au lycée, où une nouvelle enseignante arrive dans sa classe. Nina, sa meilleure amie amoureuse de lui, se méfie de cette nouvelle professeure et commence à douter des intentions de cette dernière.

## Fiche technique
Sauf indication contraire, les informations mentionnées dans cette section peuvent être confirmées par la base de données cinématographiques IMDb,  présente dans la section « Liens externes ».
- Titre original : Schwarze Insel
- Titre international et français : Black Island
- Réalisation : Miguel Alexandre
- Scénario : Miguel Alexandre et Lisa Hofer
- Musique : n/a
- Décors : Thomas Franz
- Costumes : Janne Birck
- Photographie : Miguel Alexandre
- Montage : Marcel Peragine
- Production : Ann-Kathrin Eicher, Mischa Hofmann et Britta Meyermann
- Société de production : Odeon Fiction
- Société de distribution : Netflix
- Pays de production :  Allemagne
- Langue originale : allemand
- Format : couleur
- Genre : Thriller
- Durée : 104 minutes
- Date de sortie : Monde : 18 août 2021 (Netflix)

## Distribution
- Philip Froissant : Jonas Hansen
- Alice Dwyer : Helena Jung
- Hanns Zischler : Friedrich Hansen
- Mercedes Müller : Nina Cohrs
- Sammy Scheuritzel : Florian
- Ilknur Boyraz : la directrice
- Katharina Schütz : Ingrid Hansen
- Charlotte Crome : la secrétaire
- Altamasch Noor : le médecin à l'hôpital
- Caroline Kiesewetter : Ninas Mutter
- Lieselotte Voss : Jule
- Tina Rother : la réceptionniste hospitalière
- Marco Wittorf : le père de Jonas
- Jodie Leslie Ahlborn : la mère de Jonas
- Verena Jost : la cousine de Jonas
- Isabella Herbst : Ninas Schwester
- Lisa Carline Hofer : la jeune femme sur le ferry

## Production
Le tournage a lieu sur l'île Amrum dans le Schleswig-Holstein.